# Gaetano Donizetti
Gaetano Domenico Maria Donizetti, italijanski operni skladatelj, *29. november 1797, Bergamo, Italija, † 8. april 1848, Bergamo, Italija. 

## Življenje in delo
Donizetti se je rodil kot predzadnji od šestih otrok v revnem domu vratarja zastavljalnice v Bergamu leta 1797. Leta 1806 je bil, skupaj z bratom Giusepejem, sprejet v poklicni glasbeni konservatorij, ki ga je vodil Simon Mayr, pred tem kapelnik v cerkvi Santa Maria Maggiore. Mayr je hitro spoznal dečkov talent in mu je nato izdatno, tudi finančno pomagal pri šolanju. Usmeril ga je v komponiranje in študij petja. Po devetih letih šolanja v Bergamu je leta 1815 odšel na študij glasbe na Liceo musicale v Bologno. Donizetti je bil navdušen komponist, obvezni študij fuge in kontrapunkta je v prostem času nadomestil s pisanjem Concertinov za rog in simfonij. Leta 1817, star dvajset let, se je vrnil v Bergamo in v letu dni napisal osem kvartetov ter prvo opero Henrik iz Burgundije (Enrico di Borgogna), ki so prvič predvajali leta 1818 v Benetkah. 
Ob koncu tridesetih in v začetku štiridesetih let 19. stoletja je bil na vrhuncu slave in veljave. Preselil se je v Rim in se poročil s hčerko bogatega rimskega meščana Virginio Vasselli. Leta 1834 so Donizettija imenovali za profesorja kompozicije na neapeljskem konservatoriju. V letih 1835 in 1836 je Donizettija prizadela huda nesreča: pokopal je vse bližnje in zaradi žalosti izgubil vso voljo do življenja in komponiranja. Rossini ga je povabil v Pariz, kjer pa italijanski glasbeniki niso bili več tako priljubljeni, saj so Parizu vladali Liszt, Chopin in Berlioz. Kljub žalosti je nadaljeval s komponiranjem in njegove opere so vedno požele uspeh.
Bil je sodobnik še dveh slavnih italijanskih skladateljev iz obdobja belkanta Rossinija in Bellinija; zdelo se je, da piše z obema rokama hkrati. Poleg 71 oper je ustvaril tudi lepo število simfonij, godalnih kvartetov, kantat in skladb za sakralno rabo. V zgodovini literature bi se z njim mogel primerjati kvečjemu Alexandre Dumas.
V Donizettijevih operah so blesteli predvsem pevci, ki so kmalu postali legende: Gilbert Duprez, Napoleone Moriani (»tenore della bella morte«), Nikolaj Kusmič Ivanov, Giovanni Battista Rubini (»kralj romantičnih tenorjev«), Giuseppina Strepponi (bodoča druga gospa Verdi). 
Maestro je postal dopisni član Francoske akademije, rahitični in malce prismuknjeni avstrijski cesar Ferdinand Dobrotljivi pa mu je podelil imenitno zveneči naslov Maestro di Cappela e di Camera e Compositore di Corte, ki je nekoč že pripadal Mozartu. Vendar salzburški genij od habsburškega dvora ni – tako kot Donizetti – hkrati prejemal še 12.000 avstrijskih lir »težke« letne »nagrade«.
Čeprav je Donizetti napisal kar nekaj komičnih oper, je bil menda vse prej kot veseljak. Sprva so ga mučile številne migrene in najbrž je slutil usodo, ki ga je čakala - progresivna paraliza ga je ubijala počasi, a zanesljivo. Dali so ga v zavetišče, kjer je od jeseni 1845 do smrti je samo še vegetiral.

## Opere (izbor)
- Emilija iz Liverpoola (1824)
- Teatrske zgode in nezgode (1827)
- Gianni iz Calaisa (1828)
- Grad Kenilworth (1829)
- Anna Bolena (1830)
- Gianni iz Pariza (1831)
- Ljubezenski napoj (1832)
- Torquato Tasso (1833)
- Lucrezia Borgia (1833)
- Gemma iz Vergyja (1834)
- Maria Stuart (1835)
- Marin Faliero (1835)
- Lucia di Lammermoor (1835)
- Zvonček (1836)
- Belisario (1836)
- Roberto Devereux (1837)
- Poliuto (1838)
- Hči polka (1840)
- Favoritinja (1840)
- Maria Padilla (1841)
- Linda iz Chamounixa (1842)
- Don Pasquale (1843)
- Don Sebastian Portugalski (1843)

## Asteroid 9912 "Donizetti"
16. oktobra 1977 sta Cornelis Johannes van Houten in Ingrid van Houten-Groeneveld na fotografskih ploščah, ki jih Tom Gehrels posnel s teleskopom Samuel Oschin na observatoriju Palomar odkrila asteroid in ga začasno označila kot "2078 T-3". Pozneje so ga preimenovali v "Donizetti" po italijanskem skladatelju Gaetanu Donizettiju.